# 10443 van der Pol
10443 van der Pol è un asteroide della fascia principale. Scoperto nel 1973, presenta un'orbita caratterizzata da un semiasse maggiore pari a 2,2695674 UA e da un'eccentricità di 0,1415750, inclinata di 7,83130° rispetto all'eclittica.
Il nome gli è stato assegnato in onore a Balthasar van der Pol.